# Juan Ríos Lopera
Juan Ríos Lopera (8 de octubre de 1994) es un deportista colombiano que compitió en saltos de plataforma. Ganó una medalla de bronce en los Juegos Panamericanos de 2015, en la prueba sincronizada.

## Palmarés internacional
| Juegos Panamericanos | Juegos Panamericanos | Juegos Panamericanos | Juegos Panamericanos   |
| Año                  | Lugar                | Medalla              | Prueba                 |
| -------------------- | -------------------- | -------------------- | ---------------------- |
| 2015                 | Toronto (Canadá)     | Medalla de bronce    | Plataforma 10 m sincro |